# SMLいすゞ

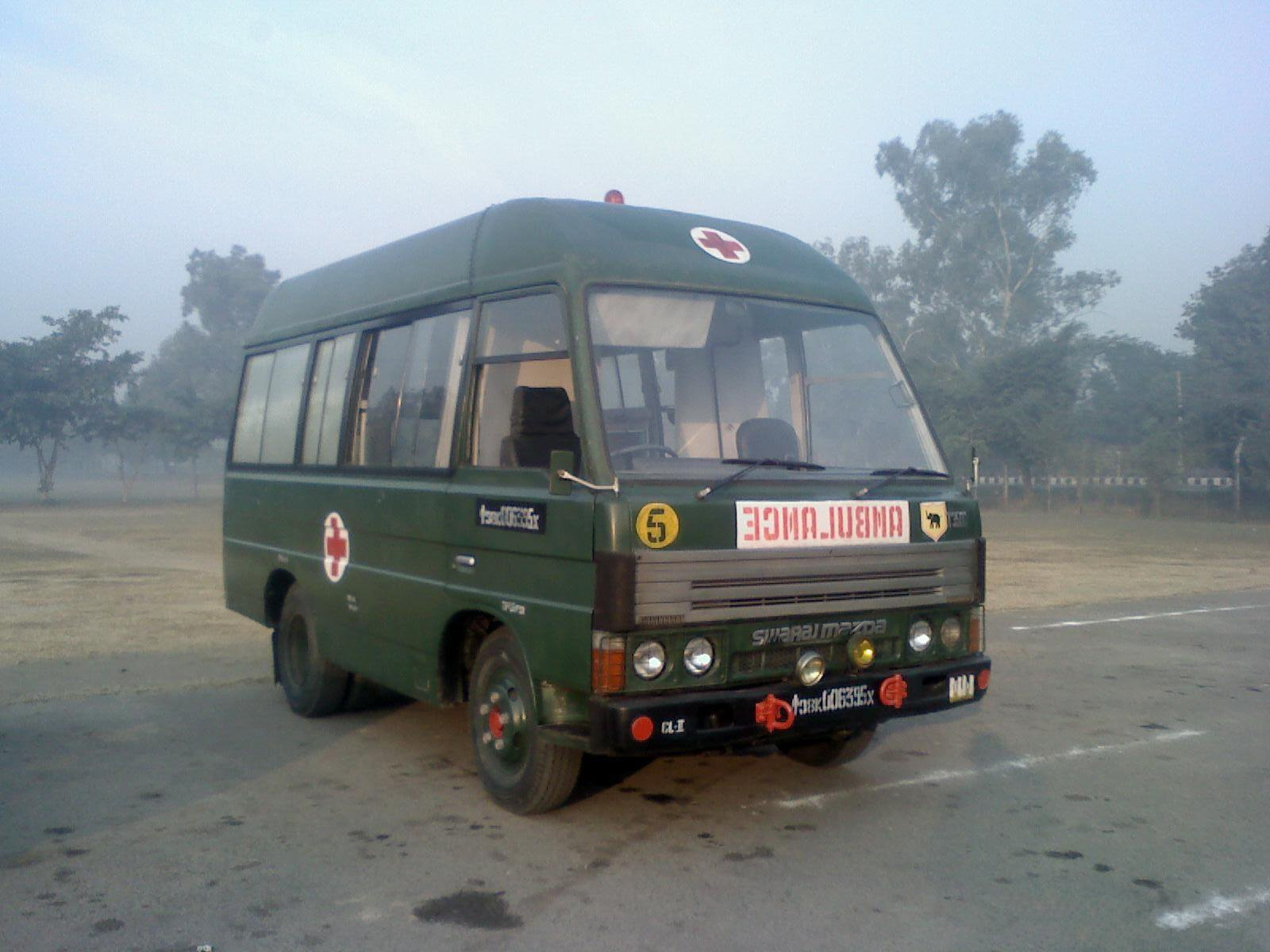
スワラジマツダのインド軍救急車
（パークウェイ＝タイタンベース）

SMLいすゞ (SML Isuzu Limited) 、旧社名スワラジマツダ (Swaraj Mazda Limited) は、インド・パンジャーブ州・チャンディーガルに本社を置く商用車（トラック・バス）メーカーである。

## 概要
インド資本のパンジャーブ・トラクターズ社（現：マヒンドラ&マヒンドラのスワラジ部門）は、「スワラジ」ブランドで販売している農業トラクター・メーカー。マツダの技術援助を受け小型トラック（マツダ・タイタンがベース）をはじめとする商用車を手がけ始める。マツダの技術援助は2004年に終了し、2005年には資本関係も解消されたが、代わって2006年からいすゞ自動車が技術援助を行っている。2011年には「スワラジマツダ」から「SMLいすゞ」に社名を変更し、製品のブランド名もそれまでの「スワラジマツダ」から「SML」および「いすゞ」の2ブランドに改められた。
なお、いすゞはピックアップトラック・SUVについてはSMLいすゞとは別に「いすゞモーターズインディア」で事業を展開している。

## 歴史
- 1983年7月 - マツダ、パンジャーブ・トラクターズおよび住友商事との合弁会社として「スワラジマツダ」（略称SML）を設立。
- 2004年10月 - マツダからの技術援助の終了[1]。
- 2005年8月 - マツダが住友商事にSML株を売却し、資本関係を解消[1]。
- 2006年7月 - いすゞ自動車と中型バスの現地生産・販売に関する契約を締結[1][2]。
- 2009年 - マヒンドラ&マヒンドラ（2007年にパンジャーブ・トラクターズを買収）が住友商事にSML株を売却[3]。
- 2011年1月 - SMLいすゞに社名変更。
- 2011年11月 - いすゞ自動車が住友商事からSML株を購入する形で出資比率を引き上げる[4]。